# ضماد الألجينات
يُعد ضماد الألجينات ضمادًا طبيعيًا للجروح، وهو مُشتقٌ من أنواع الطحالب والأعشاب البحرية المختلفة. وتُستخدم هذه الأنواع من الضمادات على النحو الأمثل في الجروح التي بها كمية كبيرة من النضحة. ويمكن استخدامها على الحروق كاملة الثخانة والجروح الجراحية ومواضع التبرع بالطعم الجلدي المشطور وعيوب الجراحة الكيميائية وقرحة الفراش والقرح المزمنة. كما يمكن وضعها على الجروح الجافة بعد استخدام محلول الملح العادي أولاً على موضع الجرح.
ليس هناك دليلٌ على فعاليتها الكبيرة في علاج الجروح الناتجة عن قرح القدم السكرية.